# Estação Ferroviária de Paredes
A Estação Ferroviária de Paredes é uma interface da Linha do Douro, que serve a localidade de Paredes, no Distrito do Porto, em Portugal.

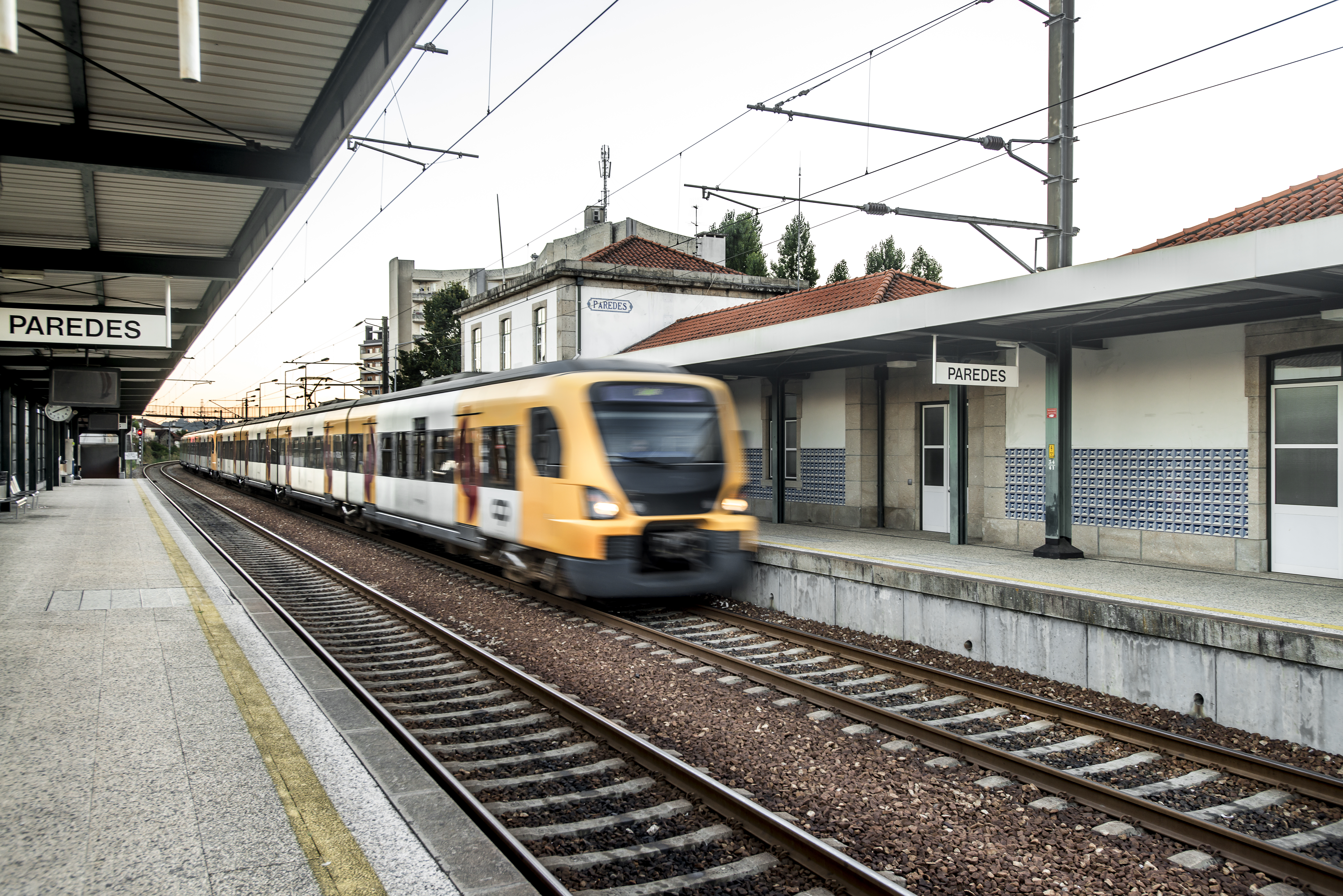
Comboio suburbano do Porto em Paredes, em 2013.

## Descrição

### Localização e acessos
Esta interface tem acesso pela Rua 5 de Outubro, na cidade de Paredes.

### Infraestrutura
O edifício de passageiros situa-se do lado norte da via (lado esquerdo do sentido ascendente, para Barca d’Alva). Como apeadeiro em linha em via dupla, esta interface apresenta-se nas duas vias de ciculação (I e II) cada uma acessível por sua plataforma, ambas com 222 m de comprimento e 90 cm de altura; esta topologia ferroviária simples é remanescente de uma maior complexidade, anterior à passagem da categoria de estação para a de apeadeiro.

### Serviços
Em dados de 2023, esta interface é servida por comboios de passageiros da C.P. de tipo urbano no serviço “Linha do Marco”, com 18 circulações diárias em cada sentido entre Porto-São Bento e Penafiel, e mais 17 entre aquela estação e Marco de Canaveses, bem como uma circulação diária em cada sentido do serviço regional entre Porto-São Bento e Régua.

## História

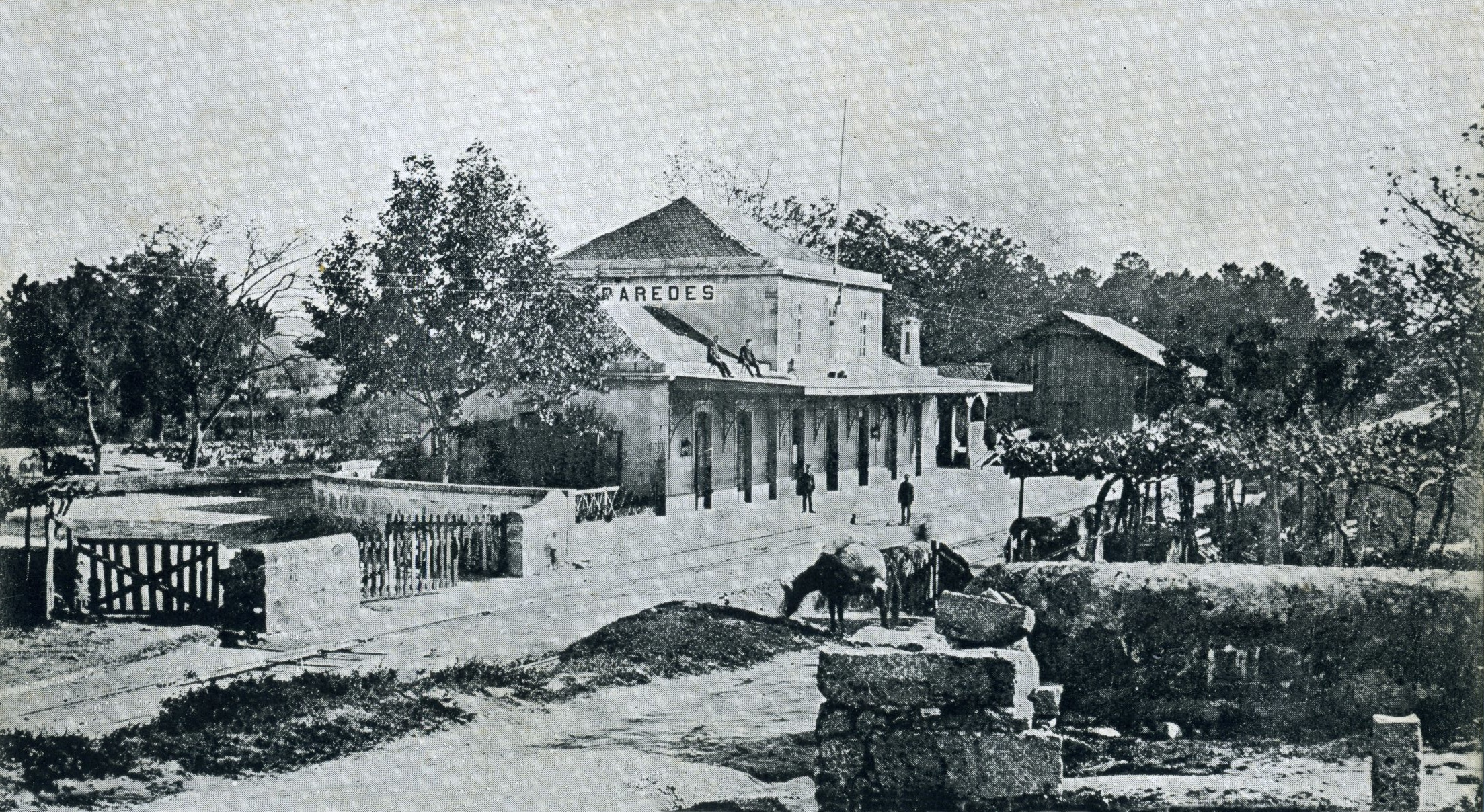
Estação de Paredes, em 1930

A estação de Paredes insere-se no lanço da Linha do Douro entre Ermesinde e Penafiel, que abriu à exploração em 30 de Julho de 1875, fazendo parte do elenco inicial de interfaces deste troço.
Em 1 de Maio de 1934, a Gazeta dos Caminhos de Ferro noticiou que a comissão administrativa do Fundo Especial de Caminhos de Ferro tinha autorizado a execução de várias empreitadas em estações ferroviárias, incluindo terraplanagens, vedações e uma calçada em Paredes.

Em 1985 esta interface tinha ainda categoria de estação, tendo sido despromovida antes de 2005.